# Transparent Business
Transparent Business (antes conocida como Transparent Billing) es una aplicación informática que permite coordinar y supervisar tareas laborales en forma remota. El software, creado por la compañía KMGi, se presenta como una solución para maximizar el rendimiento de aquellos empleos que funcionan bajo la modalidad del teletrabajo y así evitar sobrefacturaciones.

## Funcionamiento
El software realiza capturas de pantalla de los ordenadores, que pueden ser monitoreados de manera remota con intervalos de 3 minutos. La aplicación también registra la actividad del teclado. Más allá de su capacidad de seguimiento, el programa permite elaborar registros estadísticos sobre el desempeño profesional de los usuarios, incluyendo planeamientos de proyectos, diagramas de Gantt y "wikis" del proyecto.

## Utilización
Por sus características, la aplicación puede utilizarse en todas las formas de teletrabajo y trabajo freelance en las que el empleador necesite hacer un seguimiento de la actividad de su empleado (o contratado) para mejorar la competitividad y maximizar los recursos. Otras compañías, más allá de su estructura interna, han recurrido a esta herramienta para disminuir las distracciones que merman la competitividad de sus empleados, especialmente por el tiempo que muchos de ellos pasan conectados a las redes sociales (particularmente Facebook y Twitter). Según un estudio de la consultora Nielsen, los estadounidenses dedican un promedio de 53 mil millones de minutos mensuales a Facebook y son 3 veces más activos en esa red social durante el tiempo laboral que en su vida hogareña.
En general, la herramienta ha sido valorada de forma positiva por los medios especializados en negocios y rentabilidad.
Según sus responsables, el programa no invade la privacidad del empleado, ya que este tiene la libertad de "pausar" su actividad laboral y detener el monitoreo remoto.